# Enfoque (programa de televisión)
Enfoque fue un programa de televisión emitido por La 2 de Televisión española entre 2004 y 2007.

## Formato
El programa que supuso el regreso del periodista Pedro Piqueras a TVE, respondía a la estructura de debate, abordándose temas de actualidad social y política del momento, complementado con entrevistas y reportajes. El primer programa emitido, por ejemplo, se dedicó a la nueva Ley que en tan solo unos meses en España permitiría la celebración de matrimonios entre personas del mismo sexo.
Desde enero de 2006 el programa pasó a ser presentado por Elena Sánchez. En ese momento se optó por aumentar la participación del público.